# Internationale Konferenz für Animation, Effekte, Games und digitale Medien

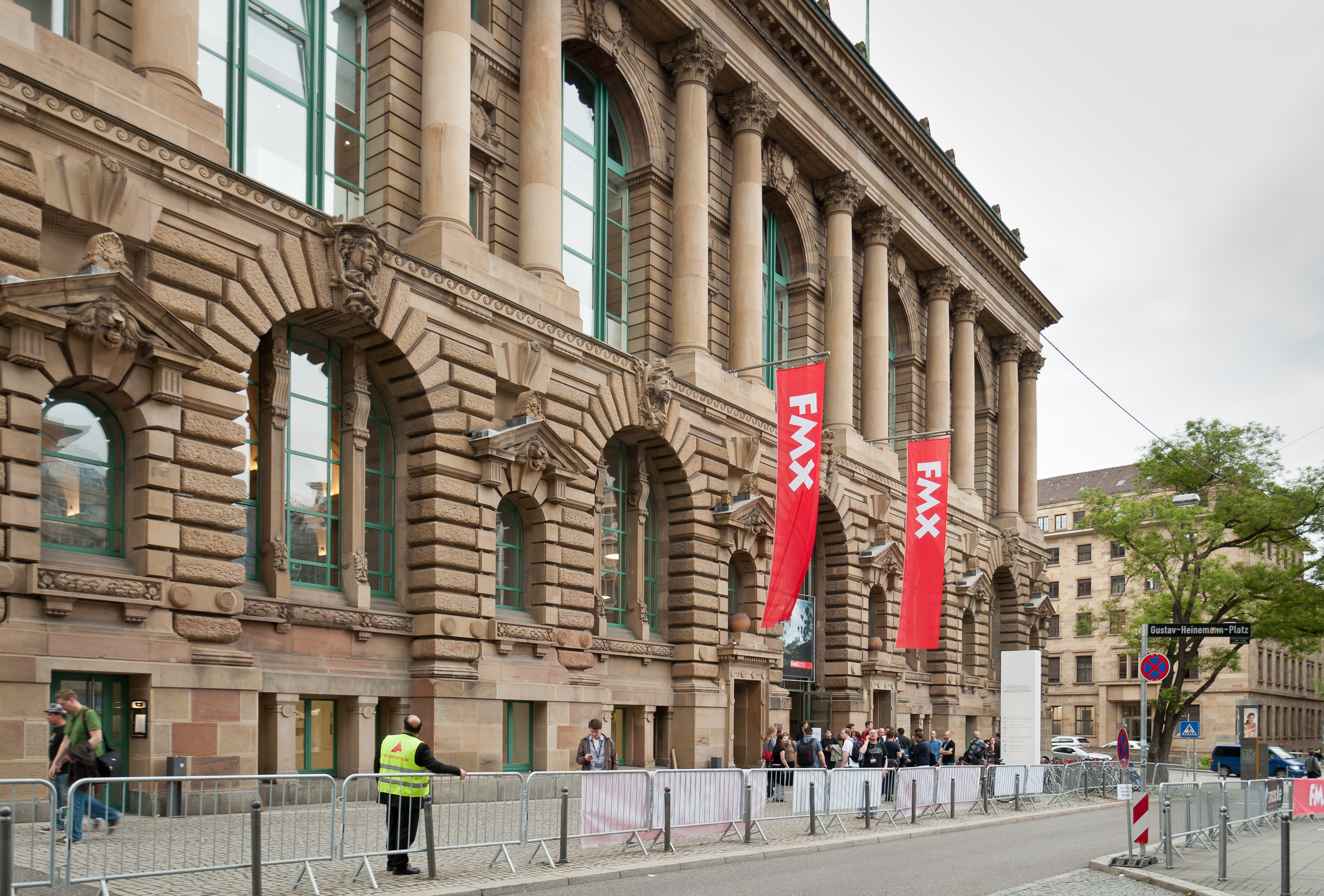
FMX 2012 im Haus der Wirtschaft

Die FMX - Conference on Animation, Effects, Games and Immersive Media ist eine Veranstaltung in Stuttgart, die jährlich als englischsprachiges Non-Profit-Event vom Animationsinstitut der Filmakademie Baden-Württemberg veranstaltet wird. Die Konferenz wird vom Ministerium für Wissenschaft, Forschung und Kunst Baden-Württemberg, dem Ministerium für Wirtschaft, Arbeit und Wohnungsbau Baden-Württemberg, der Stadt Stuttgart und der MFG Filmförderung unterstützt. 
Die FMX gilt als eine der wichtigsten europäischen Fachkonferenzen zur Kreation, Produktion und Distribution von digitalem Entertainment sowie zu interaktiven Visualisierungstechniken in Design, Industrie und Wissenschaft. Leitmotiv der Konferenz ist die Konvergenz von Film, Fernsehen, Computer, Spielekonsolen und mobilen Endgeräten. Künstler, Wissenschaftler, Produzenten und andere Spezialisten aus allen Teilen der Welt berichten über neue Projekte, Entwicklungen und Möglichkeiten.
Die FMX präsentiert ein vielfältiges Programm mit hochkarätig besetzten Vorträgen, Präsentationen und Workshops und bietet auf dem Marketplace, im Recruiting Hub und auf dem School Campus Gelegenheit zum Networken. Die Konferenz findet im Haus der Wirtschaft in Stuttgart statt, 2017 wurde sie an jedem ihrer vier Veranstaltungstage von etwa 4.000 internationalen Fachleuten, Besuchern und Nachwuchstalenten besucht.
Eine langjährige Partnerschaft verbindet die FMX mit dem Internationalen Trickfilm-Festival Stuttgart (ITFS). Gemeinsam veranstalten die beiden Events den Animation Production Day (APD), eine Businessplattform für die internationale Animationsindustrie. 